# Кудумпімалай (Грама Ніладхарі)
Грама Ніладхарі Кудумпімалай (№ 209D) — Грама Ніладхарі підрозділу ОС Південний Коралай-Патту, округ Баттікалоа, Східна провінція, Шрі-Ланка.